# Hasan Varence
Hasan Shakur Varence (Queens, Nueva York, 30 de marzo de 1997) es un baloncestista estadounidense que pertenece al Champagne Basket de la Pro B francesa. Con 1,98 metros de estatura, juega en la posición de alero.

## Trayectoria deportiva
Es un baloncestista formado en la Linden-McKinley High School de Columbus, en Ohio hasta 2015, cuando ingresó en la Universidad Dominicana de Ohio, ubicada en Columbus, Ohio, para jugar la NCAA durante cuatro temporadas con los Ohio Dominican Panthers, desde 2016 a 2020.
En la temporada 2020-21, firma por el KK Alkar de la A1 Liga croata.
En la temporada 2021-22, firma por el Saint-Chamond Basket de la LNB Pro B, la segunda división francesa, donde jugaría durante dos temporadas. En su segunda temporada promedia 11 puntos en 26 minutos de juego en los 33 partidos que disputó, con un 46 por ciento desde la línea de tres puntos.
El 3 de agosto de 2023, firma por el Club Melilla Baloncesto de la LEB Oro.